# دئوتراتد دی‌ام‌اف
دئوتراتد دی‌ام‌اف (به انگلیسی: Deuterated DMF) با فرمول شیمیایی C۳D۷NO یک ترکیب شیمیایی با شناسه پاب‌کم ۱۶۲۱۳۷۸۸ است. که جرم مولی آن ۸۰٫۱۳ g/mol می‌باشد. 